# Giuseppe Sinopoli
Giuseppe Sinopoli (2. november 1946 – 20. april 2001) var en italiensk dirigent.
Sinopoli blev født i Venedig og studerede komposition hos Karlheinz Stockhausen. I 1984 blev han chefdirigent for Philharmonia i London og i 1992 for Staatskapelle Dresden. Han er bedst kendt for sine intense og til tider kontroversielle fortolkninger af operaer, specielt værker af italienske komponister og Richard Strauss.
Sinopoli døde mens han dirigerede Giuseppe Verdis Aida i Deutsche Oper i Berlin. Hans sidste indspilning var Antonín Dvořáks Stabat Mater.
1. ↑  Navnet er anført på bokmål og stammer fra Wikidata hvor navnet endnu ikke findes på dansk.